# 沼田陽一
沼田 陽一（ぬまた よういち、1926年7月14日 - 1997年12月25日）は、日本の小説家、著作家。

## 生涯
東京市京橋区（現中央区）築地生まれ。別筆名・久利武。東京都立機械工業学校卒。鎌倉アカデミア文学科第1期生。河出書房、主婦と生活社の編集者を務める。
1975年下期『コメディアン犬舎の友情』で直木賞候補となる。
ナショナル・エアデールテリア・クラブ会員。子に作家の沼田朗。

## 著書
- 『秘中の秘本 ひとり知る楽しみ』久利武 ベストセラーズ 1970
- 『コメディアン犬舎の友情』講談社 1975　のち文庫
- 『コメディアン犬舎犬地獄』光文社 1978
- 『怪盗お花七変化』久利武 現代書林 1982
- 『悠裕介のおかしなおかしな大冒険』久利武 現代書林 1983
- 『愛しき犬たちの物語 エッセイ集』世界文化社 1988　のち福武文庫
- 『イヌ「Dog」無用の雑学知識 なぜ犬が歩けば棒に当たるのか』ベストセラーズ ワニ文庫 1989
- 『イヌはなぜ人間になつくのか ドッグおもしろ博物学』PHP研究所 1990　のち文庫
- 『仔猫が来た夜』ベストセラーズ 1990
- 『イヌなんでも交際学』高橋書店 1991
- 『神さまのお使い猫』世界文化社 1991
- 『ご機嫌なイヌたち われら愛犬家族の物語』PHP研究所 1992
- 『ネコの赤ちゃん』山崎哲写真 祥伝社 ノン・ポシェット・ビジュアル 1992
- 『もし犬が話せたら人間に何を伝えるか』実業之日本社 1992　じっぴコンパクト新書 2014
- 『犬に愛される生き方 この一冊で飼い主の偏差値がわかる』祥伝社 ノン・ブック 1993
- 『犬だからこう考える』東京書籍 1994
- 『ドッグおもしろ博物学2　イヌはなぜ飼い主に似てしまうのか』PHP研究所 1994
- 『犬となかよくなる本 心が通う飼い方のコツ』PHP文庫 1996
- 『笑っちゃうねあなたに似た犬』ペットライフ社 1996
- 『イヌはなぜシッポを振るの』中島眞理写真 角川カラーmini文庫 1997
- 『犬は限りなく天使に近い』廣済堂文庫 2001

共著
- 『この結婚は救えるか』小島信夫共著 白夜書房 1981